# Au-delà des apparences (téléfilm)
Pour les articles homonymes, voir Au-delà des apparences.
Au-delà des apparences (Too Late to Say Goodbye) est un téléfilm américano-canadien réalisé par Norma Bailey et diffusé le 7 novembre 2009 sur Lifetime Movie Network. Tiré du roman de Ann Rule "Partie sans dire adieu" qui est inspiré d'une histoire vraie survenue en Décembre 2004 en Géorgie aux Etats-Unis.

## Synopsis
Tiré de faits réels, c'est l'histoire de Jenn Corbin, née Jennifer Barber qui vit dans une belle maison avec son mari Bart et leurs deux enfants. Mais quelques semaines avant Noël le corps sans vie de Jenn est découvert, morte d'une balle dans la tête et à côté d'elle une demande de divorce signée par son mari.

## Fiche technique
- Titre original : Too Late to Say Goodbye
- Réalisation : Norma Bailey
- Scénario : Fab Filippo, Donald Martin et Adam Till, d'après le roman d'Ann Rule
- Durée : 95 minutes
- Pays :  États-Unis,  Canada

## Distribution
- Rob Lowe (VF : Bruno Choel) : Bart Corbin[2]
- Lauren Holly (VF : Elisabeth Wiener) : Heather[3]
- Michelle Hurd (VF : Laurence Charpentier) : Inspectrice Ann Roche
- Stefanie von Pfetten (VF : Laurence Dourlens) : Jenn Corbin
- Yannick Bisson (VF : Antoine Nouel) : Bobby Corbin
- Art Hindle (en) (VF : Denis Boileau) : Max Barber
- Rosemary Dunsmore : Narda Barber
- Mary Ashton : Dolly Hearn
- Steve Belford : Clark
- Marc Bendavid : Sam Malveau
- Kevin Bundy : Doug
- Eugene Clark : Chef de la police de Richmond
- Mark Cameron Fraser : Richard Wilson
- Barbara Gordon : Lily Ann Holmes
- Katie Griffin (en) : Dara Prentice
- Athena Karkanis : Liz
- Moe Kelso et Derek Moran : Journalistes
- Christian Martyn : Taylor Corbin
- Sarah Podemski (VF : Laëtitia Lefebvre) : Marion Barnes
- Kim Roberts (VF : Nathalie Bleynie) : Juge
- Gabriel Browning Rodriguez : Trevor Corbin
- Elizabeth Saunders (VF : Maïté Monceau) : Kelly Comeau
- Courtenay J. Stevens (VF : Jérôme Rebbot) : Tom Bradshaw
- Danny Waugh : Technicien
- Azer Greco